# Afarská pánev

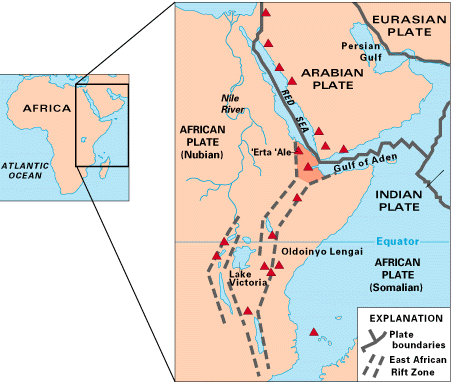
Afarská pánev

Afarská pánev (také Afarský trojúhelník) je rozsáhlá, tektonicky podmíněná deprese zhruba trojúhelníkového tvaru, rozkládající se na území států Etiopie, Eritrea a Džibutska ve východní Africe. Tvoří ústí africké části Velké příkopové propadliny při pobřeží Rudého moře a Adenského zálivu. Toto poměrně nehostinné území v současnosti obývají kmeny Afarů. Severní část Afarské pánve se nazývá Danakilská proláklina.
Afarská pánev je známá především jako místo významných paleoantropologických a archeologických objevů, svázaných s počátky lidstva. Příhodné podmínky zde umožnily dobré uchování kosterních ostatků od miocénu do současnosti. Potenciál celé oblasti objevil v 60. letech francouzský geolog Maurice Taieb.
K nejvýznamnějším patří objevy v oblasti Hadar, především početné nálezy ostatků druhu Australopithecus afarensis, ale i prvních zástupců rodu Homo. K důležitým územím patří též Střední Awaš (naleziště ardipitéků, australopitéků i prvních lidí) nebo Gona, odkud jsou známé dosud nejstarší lidské výtvory, artefakty datované do doby před 2,6 miliony let.